# 1929 no jornalismo
Nesta página encontrará referências aos acontecimentos directamente relacionados com o jornalismo ocorridos durante o ano de 1929.

## Nascimentos
| Data          | Nome                | Profissão                                           | Nacionalidade | Observações | Ref         |
| ------------- | ------------------- | --------------------------------------------------- | ------------- | ----------- | ----------- |
| 26 de outubro | Salomão Ésper       | jornalista e radialista                             | Brasil        |             |             |
| 8 de julho    | Audálio Dantas      | jornalista                                          | Brasil        |             |             |
| 24 de agosto  | Paul Lendvai        | jornalista                                          | Áustria       |             |             |
| ?             | Célia Ribeiro       | escritora e jornalista                              | Brasil        |             |             |
| ?             | António Rolo Duarte | humorista, publicitário, jornalista e autor teatral | Portugal      | m. 1987     | [ 1 ] [ 2 ] |

## Mortes
| Data            | Nome                  | Profissão          | Nacionalidade | Observações | Ref |
| --------------- | --------------------- | ------------------ | ------------- | ----------- | --- |
| 22 de fevereiro | António Alves Martins | jornalista e poeta | Portugal      | n. 1894     |     |